# Robert Warren Miller
Robert Warren Miller (Quincy, 23 maggio 1933) è un imprenditore, velista e miliardario statunitense con cittadinanza britannica, cofondatore della DFS (Duty Free Shops) e campione di vela. È padre della principessa Marie-Chantal di Grecia, della principessa Alexandra von Fürstenberg e di Pia Getty, soprannominate dai tabloid e dall'alta società "The Miller Sisters".

## Vita e formazione
Miller nacque a Quincy, contea di Norfolk, Massachusetts, il 23 maggio 1933, figlio di Ellis Warren Appleton Miller, contabile e venditore, e discendente di diversi passeggeri della Mayflower, e la moglie Sophia "Sophie" June Squarebriggs, una ex governante di origini canadesi. L'ascendenza di Miller è radicata nell'élite coloniale britannica nordamericana e discende nel tempo da Enrico I d'Inghilterra, Luigi IV di Francia e Guglielmo I di Scozia. Discende anche da Isaac Samuel, un mercante ebreo.
Miller ha frequentato la Cornell University School of Hotel Administration dove si è laureato nel 1955, con un Bachelor of Science in Hotel Administration. In quegli anni era membro della confraternita Phi Kappa Psi e della Irving Literary Society.

## Carriera

### Duty Free Shoppers (DFS)

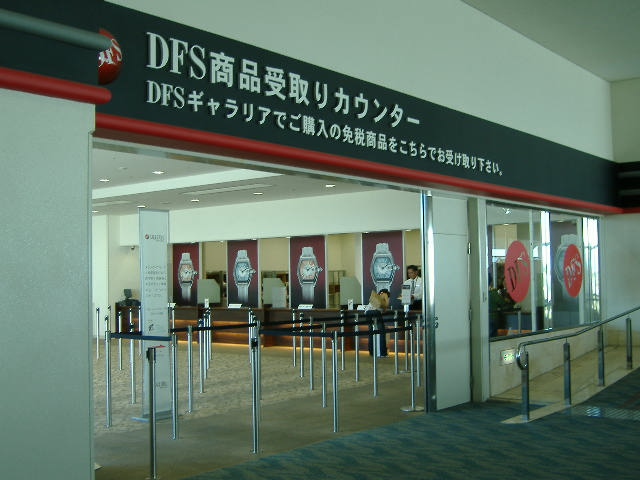
Negozio della DFS ad Okinawa.

Il concetto di "duty-free shopping" - che offre concessioni di beni di lusso ai viaggiatori, senza tasse di importazione - era agli albori quando, con Chuck Feeney, Miller fondò la DFS il 7 novembre 1960.
La DFS ha iniziato ad operare a Hong Kong, dove mantiene ancora la sua sede aziendale, espandendosi successivamente in Europa e in altri continenti. La prima grande svolta della società è avvenuta nei primi anni '60, quando si è assicurata la concessione esclusiva per le vendite duty-free alle Hawaii e Hong Kong, permettendole di commercializzare i suoi prodotti ai viaggiatori giapponesi. La società alla fine si espanse in negozi duty-free fuori dagli aeroporti e in grandi negozi Galleria del centro, diventando il più grande rivenditore di viaggi del mondo. Nel 1996, gli interessi di Feeney vennero acquisiti da Louis Vuitton Moët Hennessy (LVMH), il gruppo francese di beni di lusso, per 1,63 miliardi di dollari.
Miller ha mantenuto le sue azioni e rimane un importante azionista di minoranza (38%) in DFS insieme a LVMH. Più recentemente, Miller ha preso di mira l'emergere dell'élite economica della Cina continentale. Per presentare la sua nuova merce, la società si è spostata oltre la sede del negozio di liquori dell'aeroporto negli ambienti dei negozi, cercando di commercializzare il più ampio portafoglio di marchi nel mercato itinerante. Nel 2010, il gruppo DFS ha avuto un fatturato stimato di circa 2,2 miliardi di euro. A partire dal 2012, ha 150 negozi in 15 stati del Pacifico. Le sue attività in centro operano sotto il nome di Galleria.
Miller è stato nominato Personalità del mese di novembre 2010 da The Moodie Report in riconoscimento della sua promozione della causa del settore dei beni di lusso. Quell'anno, la Duty Free Shops (DFS) ha celebrato il suo 50º anniversario presso il negozio DFS Galleria Sun Plaza di Hong Kong, con un gala a cui hanno partecipato 2 000 ospiti intrattenuti da una performance di Wyclef Jean.

### Search Investment Group Ltd
Nel 1973, Miller ha fondato Search Investment Group Ltd, una società di investimenti internazionali di cui è CEO e presidente. La società è un grande azionista della Ortelius Capital Partners, una società di investimenti fondata dal genero di Miller, Sua Altezza Reale il Principe Pavlos della Grecia e da Peter DeSorcy. È anche il principale dei consulenti di SAIL (Search Alternative Investments Ltd), investitori globali in hedge fund. Insieme ad altri beni, Miller è attualmente classificato come la 68ª persona più ricca del Regno Unito, dal 22º posto del 2003.

## Record di vela
Nell'ottobre 2003, il panfilo monoscafo di Miller, il Mari-Cha IV, ha stabilito un nuovo record mondiale, diventando il primo monoscafo ad aver attraversato l'Oceano Atlantico in meno di sette giorni. Durante la stessa traversata, lo yacht ha anche battuto il record di distanza in 24 ore, navigando 525,5 nmi. Sia lui che suo genero Pavlos, principe ereditario di Grecia, figlio del re Costantino II di Grecia, erano membri dell'equipaggio.
Il 30 aprile 2005, Mari-Cha IV ha vinto la Rolex Transatlantic Challenge battendo il record secolare di traversata transatlantica da ovest a est stabilito da Charlie Barr. Ha completato la traversata di 2925 nmi attraverso il Nord Atlantico tra New York e l'Inghilterra in un tempo di 9 giorni, 15 ore, 55 minuti e 23 secondi, ben 2 giorni, 12 ore, 6 minuti e 56 secondi più veloce del record precedente. Durante la traversata da record, Miller spinse il Mari-Cha IV oltre i suoi limiti in condizioni di maltempo, rompendo la testata della randa, i carrelli della randa e della mezzana.

## Associazioni
Miller è un fiduciario dell'Asia Society, direttore non esecutivo indipendente e membro del comitato di remunerazione di Hong Kong e Shanghai Hotels Ltd., nonché consigliere presidenziale e fiduciario emerito della Cornell University.

## Vita privata
Miller è sposato dal 3 agosto 1965 con la ecuadoriana María Clara "Chantal" Pesantes Becerra (Guayaquil, 25 giugno 1940), figlia di Servando Pesantes Chanduy, operaio edile, e della moglie Beatriz Becerra; hanno tre figlie: Pia (1966), Marie-Chantal (1968) e Alexandra (1972).
È proprietario di 36000 acri del Gunnerside Estate nello Yorkshire, una delle più grandi tenute sportive della Gran Bretagna.

## Ascendenza
|                              |                   |                        | Genitori                                     |  |  | Nonni |  |  | Bisnonni              |  |  | Trisnonni   |  |
|                              |                   |                        |                                              |  |  |       |  |  | Charles Herman Miller |  |  | John Miller |  |
|                              |                   |                        |                                              |  |  |       |  |  | Charles Herman Miller |  |  | John Miller |  |
|                              |                   | Huldah Grey?           |                                              |  |  |       |  |  | Charles Herman Miller |  |  |             |  |
| Ellis John Springer Miller   |                   |                        |                                              |  |  |       |  |  | Charles Herman Miller |  |  |             |  |
|                              |                   | Elizabeth Ann Springer | John Springer                                |  |  |       |  |  |                       |  |  |             |  |
|                              |                   | Elizabeth Ann Springer | John Springer                                |  |  |       |  |  |                       |  |  |             |  |
|                              |                   | Elizabeth Ann Springer | Eliza Ford                                   |  |  |       |  |  |                       |  |  |             |  |
| Ellis Warren Appleton Miller |                   | Elizabeth Ann Springer |                                              |  |  |       |  |  |                       |  |  |             |  |
|                              |                   | George Henry Appleton  | Joseph Warren Appleton                       |  |  |       |  |  |                       |  |  |             |  |
|                              |                   | George Henry Appleton  | Joseph Warren Appleton                       |  |  |       |  |  |                       |  |  |             |  |
|                              |                   | George Henry Appleton  | Rebecca Samuels                              |  |  |       |  |  |                       |  |  |             |  |
| Blanche Louise Appleton      |                   | George Henry Appleton  |                                              |  |  |       |  |  |                       |  |  |             |  |
|                              |                   | Helen Mary Edson       | John Morton Edson, 5° nipote di John Howland |  |  |       |  |  |                       |  |  |             |  |
|                              |                   | Helen Mary Edson       | John Morton Edson, 5° nipote di John Howland |  |  |       |  |  |                       |  |  |             |  |
|                              |                   | Helen Mary Edson       | Mary H. Stevens                              |  |  |       |  |  |                       |  |  |             |  |
| Robert Warren Miller         |                   | Helen Mary Edson       |                                              |  |  |       |  |  |                       |  |  |             |  |
|                              | Hugh Squarebriggs |                        |                                              |  |  |       |  |  |                       |  |  |             |  |
|                              |                   |                        |                                              |  |  |       |  |  |                       |  |  |             |  |
|                              |                   |                        |                                              |  |  |       |  |  |                       |  |  |             |  |
| Altimus Squarebriggs         |                   |                        |                                              |  |  |       |  |  |                       |  |  |             |  |
|                              |                   | Jane Clark             | James Clark                                  |  |  |       |  |  |                       |  |  |             |  |
|                              |                   | Jane Clark             | James Clark                                  |  |  |       |  |  |                       |  |  |             |  |
|                              |                   | Jane Clark             | Eliza Bell                                   |  |  |       |  |  |                       |  |  |             |  |
| Sophie June Squarebriggs     |                   | Jane Clark             |                                              |  |  |       |  |  |                       |  |  |             |  |
|                              |                   | James S. Mountain      | James Mountain                               |  |  |       |  |  |                       |  |  |             |  |
|                              |                   | James S. Mountain      | James Mountain                               |  |  |       |  |  |                       |  |  |             |  |
|                              |                   | James S. Mountain      | Ann Donald                                   |  |  |       |  |  |                       |  |  |             |  |
| Priscilla Mountain           |                   | James S. Mountain      |                                              |  |  |       |  |  |                       |  |  |             |  |
|                              |                   | Mary Margaret Wallace  | William Victor Wallace                       |  |  |       |  |  |                       |  |  |             |  |
|                              |                   | Mary Margaret Wallace  | William Victor Wallace                       |  |  |       |  |  |                       |  |  |             |  |
|                              |                   | Mary Margaret Wallace  | Mary Donald                                  |  |  |       |  |  |                       |  |  |             |  |
|                              |                   | Mary Margaret Wallace  |                                              |  |  |       |  |  |                       |  |  |             |  |